# Lorey
Lorey település Franciaországban, Meurthe-et-Moselle megyében. Lakosainak száma 87 fő (2022. január 1.). Lorey Bayon, Domptail-en-l’Air, Haigneville, Neuviller-sur-Moselle és Saint-Mard községekkel határos.

## Népesség
A település népességének változása:
| Lakosok száma | 96   | 78   | 70   | 88   | 113  | 114  | 99   | 89   | 87   | 87   |
|               | 1968 | 1982 | 1990 | 2006 | 2013 | 2015 | 2017 | 2019 | 2020 | 2022 |